# Echthronomas nigrifemur
Echthronomas nigrifemur är en stekelart som beskrevs av Dbar 1985. Echthronomas nigrifemur ingår i släktet Echthronomas och familjen brokparasitsteklar. Inga underarter finns listade i Catalogue of Life.